# Svartlandet (i Sundråsen, Kimitoön)
Svartlandet är en ö i Finland. Den ligger i Skärgårdshavet och i kommunen Kimitoön i landskapet Egentliga Finland, i den sydvästra delen av landet. Ön ligger omkring 71 kilometer söder om Åbo och omkring 170 kilometer väster om Helsingfors.
Öns area är 2,9 hektar och dess största längd är 300 meter i sydöst-nordvästlig riktning.  Det finns inga samhällen i närheten.